# بی‌جی کپیتال
بی‌جی کپیتال (انگلیسی: BG Capital) شرکت سرمایه‌گذاری اوکراینی است، که در سال ۲۰۰۰ تأسیس شد.